# Atlas Coelestis
L'Atlas Coelestis és un catàleg astronòmic basat en observacions fetes pel primer astrònom reial, John Flamsteed, i publicat pòstumament el 1729.
L'«Atlas» - el més gran que mai s'havia publicat - conté 26 mapes de les principals constel·lacions visibles des de Greenwich, amb dibuixos fets en estil rococó per James Thornhill. També s'hi presenten dos planisferis dissenyats per Abraham Sharp.

## Història

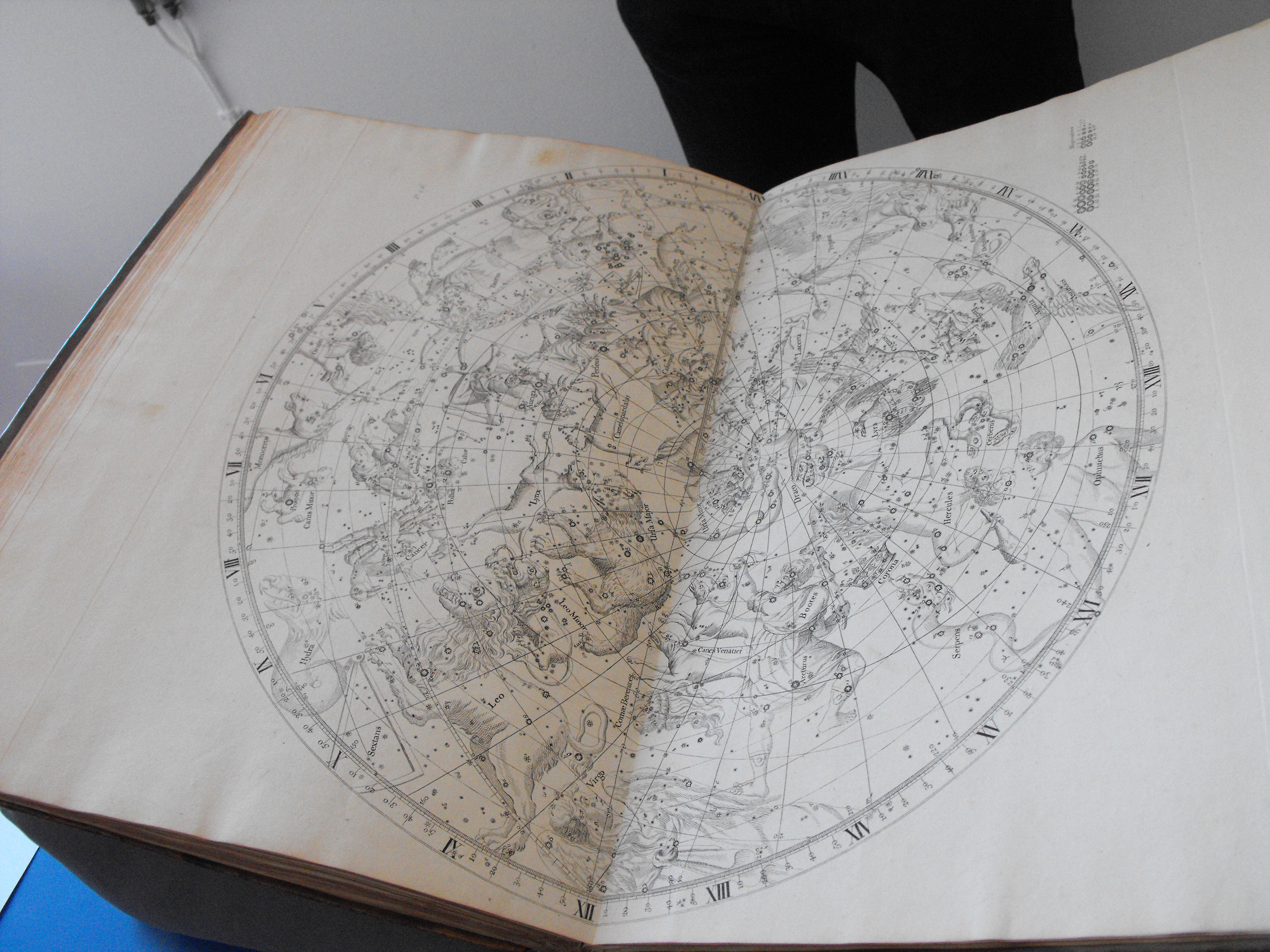
«Atlas Coelestis» per John Flamsteed (2ª ed., 1753).

El primer catàleg estel·lar basat en observacions telescòpiques, l'«Atlas Coelestis» només es va publicar deu anys després de la mort de Flamsteed, per la seva vídua, amb l'assistència de Joseph Crosthwait i Abraham Sharp. Va ser precedit per l'obra «Stellarum inerrantium Catalogus Britannicus» (o simplement Catàleg britànic, publicat el 1725, amb 2919 estrelles).
Una de les principals motivacions de Flamsteed per produir l'«Atlas», era corregir la representació de les figures de les constel·lacions fetes per Bayer en la seva «Uranometria» (1603). Bayer representava les figures vistes de darrere (no de front, com es feia des de l'època de Ptolemeu), invertint la posició de les estrelles i creant una confusió innecessària.

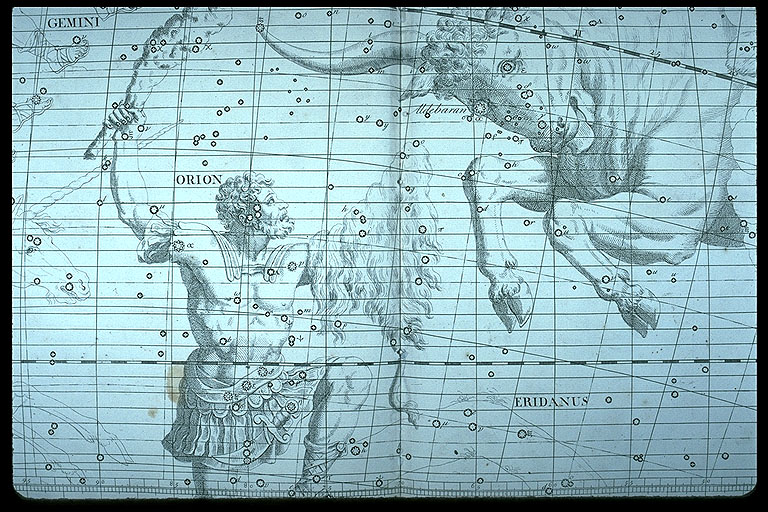
Orió, com es veu a l'«Atlas Coelestis» de Flamsteed.
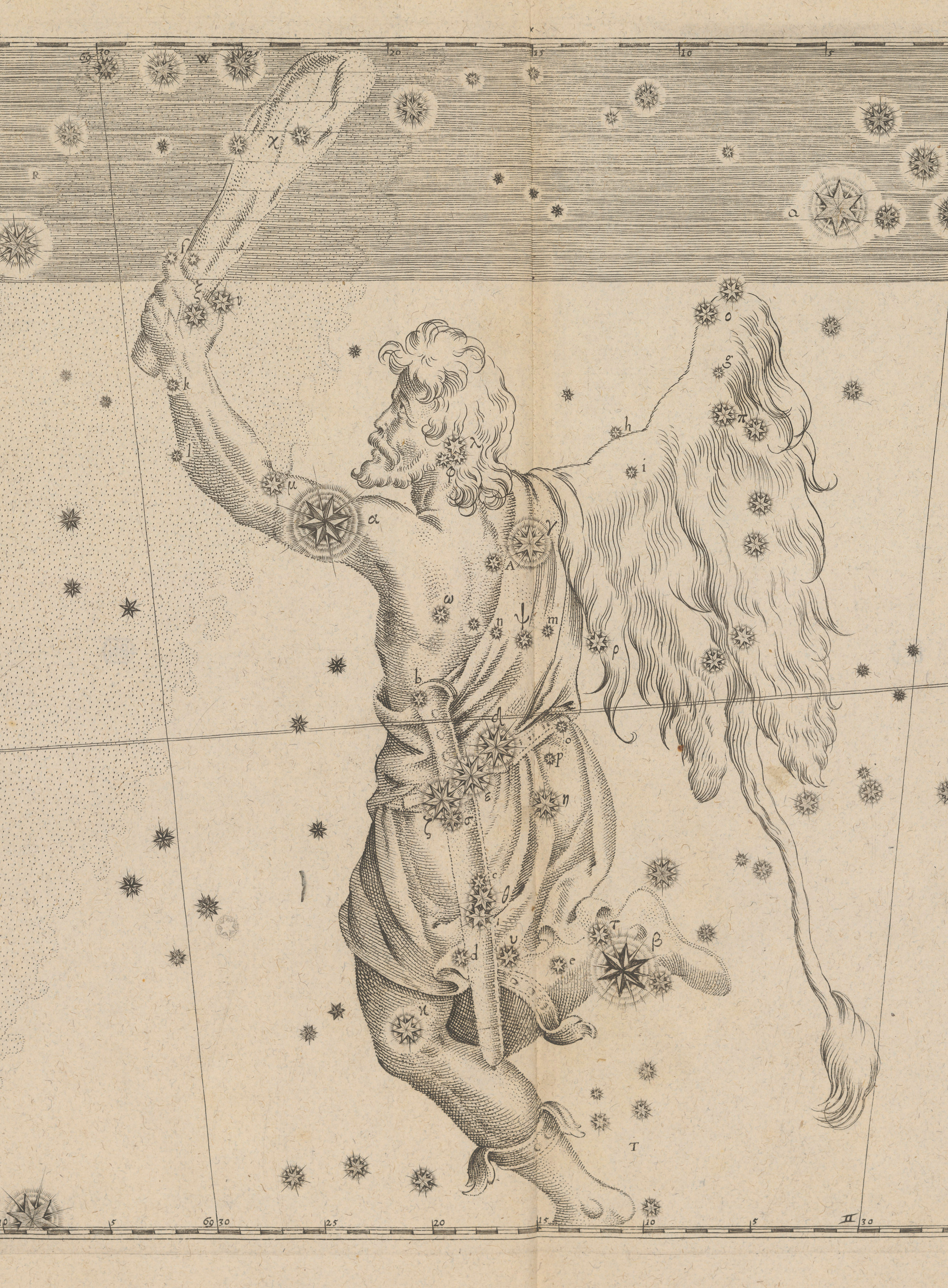
Orió, com es veu a la «Uranometria» de Bayer.

La publicació va tenir un èxit immediat, i va esdevenir l'estàndard de referència per als astrònoms professionals durant gairebé un segle. Tot i així, hi va haver tres objeccions respecte d'ell: l'alt preu, la gran mida (que el feia difícil de manipular) i la baixa qualitat artística (van ser molt criticats els dibuixos de James Thornhill, especialment pel que fa a la representació d'Aquari).
Això va portar al dr. John Bevis a intentar millorar l'«Atlas». El 1745, va produir la «Uranographia Britannica», amb dimensions més petites, observacions actualitzades i imatges més artístiques. No obstant això, aquest catàleg mai va ser publicat oficialment i en l'actualitat, només n'hi ha 16 còpies conegudes.

## L'«Atlas Fortin-Flamsteed»

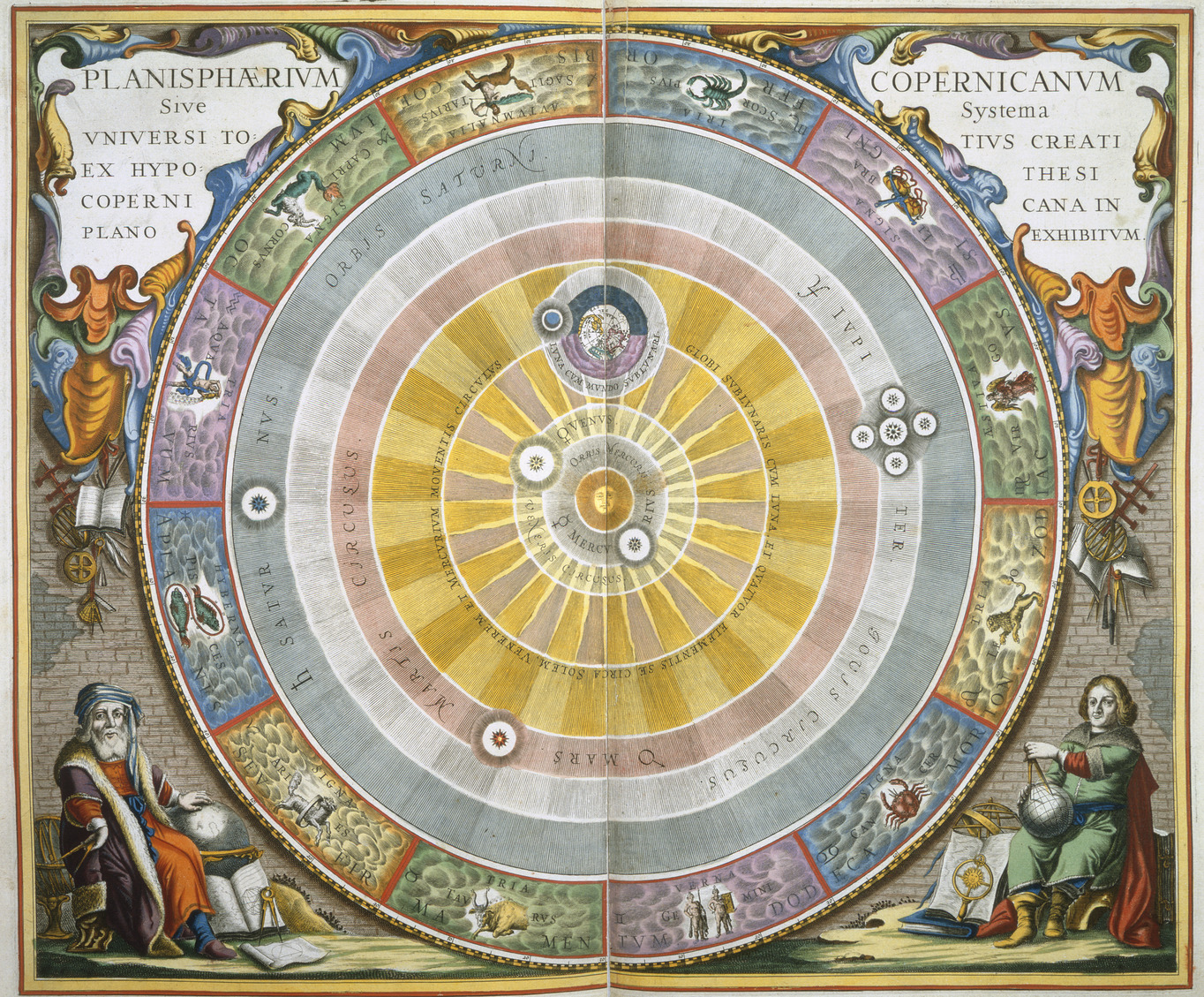
Atlas Coelestis (1660)

Finalment, els canvis en les posicions de les estrelles (les observacions originals es van fer en la dècada del 1690), van dur a una actualització realitzada en la dècada del 1770 per l'enginyer francès Nicolas Fortin, supervisat pels astrònoms Le Monnier i Messier, de la Reial Acadèmia de Ciències a París.
La nova versió, anomenada «Atlas Fortin-Flamsteed», tenia 1/3 de la mida de l'original, però va mantenir la mateixa estructura de taules. També es van fer retocs artístics a algunes il·lustracions (principalment, Andròmeda, Verge i Aquari).
Els noms de les constel·lacions estan en francès (no en llatí) i inclouen algunes nebuloses descobertes després de la mort de Flamsteed.
El 1795 es va publicar una versió actualitzada, produïda per Méchain i Lalande, amb noves constel·lacions i moltes més nebuloses.